# 河原崎家の一族
『河原崎家の一族』（かわらざきけのいちぞく）は、1993年12月22日にエルフの姉妹ブランドのシルキーズより発売されたアダルトゲーム。及び、それを原作としてピンクパイナップルより発売されたアダルトアニメとアダルトビデオ。

## アダルトゲーム

### 開発経緯
1992年の『同級生』で空前の大ヒットを記録し、アダルトゲーム業界で一躍トップの座に就いたエルフの代表取締役兼シナリオライターの蛭田昌人は、ヒットに喜ぶ一方でエルフ＝恋愛・純愛というイメージ定着に内心辟易しており、「『同級生』での自分はええかっこしいだった」と振り返っている。そこで「もっと自分が心の底から作りたいギトギトですごくHかつスケベなゲーム」をコンセプトに、当時ブランドイメージが固まっていなかったシルキーズ用として開発されたのが本作である。

### 概要
プレイヤーが洋館に住み込み使用人のアルバイトにやってきた主人公となり、館で起こる淫靡かつ衝撃的な出来事に決断を下しながら物語を進めてゆくタイプのアドベンチャーゲーム。ゲームシステムにはマルチシナリオ・マルチエンディングが採用されている。
なお、本作がアダルトゲームにおけるマルチシナリオの元祖のように言われることがあるが、本作の8年前の1985年に発売された『天使たちの午後III 〜リボン〜』（JUST）でマルチエンディングはすでに実装されている。マルチシナリオ・マルチエンディングにしても、本作の5か月前の1993年7月9日にフェアリーテール RED-ZONEより発売された『奈緒美 〜美少女たちの館〜』が採用しており、元祖は誤りである。

### あらすじ
ごく普通の大学生の斎藤六郎が夏休みのアルバイトに選んだのは、由緒正しき家系を持つ名家の河原崎家での住み込み使用人であった。いささか胡散臭さを感じるも、金銭的に厳しかった六郎は高額な賃金に惹かれるまま、河原崎家へと向かう。しかし、そこで待っていたのは使用人としての厳しい毎日と、洋館に住む人々の奇怪で淫靡な行動の数々だった。
誘惑に負けずあくまでも自制を貫くか、それとも誘惑に身を任せて周囲の魅力的な女性に手を伸ばすか。渦中に立つ六郎の運命は、深く考えずにやってきた彼にまだわかるはずもなかった。

### スタッフ
- 企画、シナリオ、ゲームデザイン - 蛭田昌人
- キャラクターデザイン、原画 - 横田守
- CG監修 - 下田篤、相沢健一
- PC98版、Win3.1版音楽 - 国枝学、箕浦健二
- Win95版音楽アレンジ - クワイア

### 登場人物
声優陣はアダルトゲーム版・アダルトアニメ版共に共通だが、全て非公開。

#### 主人公
斉藤 六郎（さいとう ろくろう）
本作の主人公。二流大学の2年生で20歳。
金銭に困窮して河原崎家を訪れたことから、奇怪で淫靡な展開に巻き込まれていく。シルキーズ作品の主人公の例に漏れず絶倫であるうえ、展開次第では黒幕によって自分かヒロインに盛られる媚薬の効果も加わり、ヒロインを失神させるほどのセックスを行なう。

#### ヒロイン
それぞれに個別のセックスシーンとハッピーエンドが存在する。
古手川 美佐子（こてがわ みさこ）
本作のメインヒロインで20歳。
河原崎家のメイドで、使用人としては六郎より1か月ほど先輩。明るく温厚かつ素直な性格で、六郎にとっては最も心が落ち着く相手。誉め言葉に弱いが実は処女。
調教された結果、ヒロイン中唯一、河原崎家の一員となってしまうダークエンドも存在する。ハッピーエンドでは調教前の段階で六郎に救出されて共に逃走を果たし、結婚して幸せな新婚生活を迎える。（選択肢（六郎の行動）次第では、逃走成功後に六郎と別れて音信不通になるバッドエンドがある）
安藤 香織（あんどう かおり）
河原崎麗の家庭教師を務めている女子大生で21歳。
お嬢様育ちで柔らかな物腰をしているが、ちょっと世間知らずな所もある。六郎の行動次第では、ヒロイン中最も豊満な肢体だけでなく、内に秘めた過剰な性欲までもが露となる。
ハッピーエンドでは六郎に救出されて共に逃走するも河原崎家で受けた精神的なダメージから大学を中退し、六郎と同棲して出版社で働くようになる。それと並行し、河原崎家への復讐として六郎との結婚も含めた幸せな生活を送ることを目標とする。
河原崎 麗（かわらざき れい）
河原崎家の次女で高校2年生の17歳。
ごく普通の一般人である六郎に興味を抱き、何かとちょっかいを出したりスレンダーな肢体で誘惑してくる、ツインテールの悪戯っ子だが、実は河原崎家で唯一まともな人物。
ハッピーエンドでは六郎を救出しようと奔走し、彼と共に逃走して潜伏先で結ばれるが、翌日には河原崎家での罪を償おうと単独で自首し、服役する。その一方で六郎は出所後に求婚すべく、準備にとりかかる。
アダルトアニメ版では幼少期に南原に誘拐され、河原崎家の一員にされたという設定が追加されている。

#### サブヒロイン
個別のセックスシーンが存在するが、個別エンドは存在しない（それに関連するバッド、もしくはデッドエンドはあるが）。
倉田 亜栗栖（くらた ありす）
河原崎家のメイド。19歳だが、使用人では最古参。
フルフレームの黒眼鏡と、いつも何かに怯えているような眼差しが特徴。
口数も少ないが俊介の性奴隷であり、事あるごとに性的な悪戯をされる。六郎が性的関係を持つと、俊介に殺されるデッドエンドが確定する。
河原崎 さちこ（かわらざき さちこ）
河原崎家の長女で高校3年生の18歳。
切れ長な吊り目が示すとおりプライドが高く冷酷な性格。
男性にはまったく興味が無く、みいなの弱みを握り、奴隷として酷使しながら凌辱する。
朝倉 みいな（あさくら みいな）
さちこの同級生。
気弱な性格と三つ編みお下げ髪が特徴。さちこにとある弱みを握られて奴隷にされており、いつも虐められているが、実は想いを寄せる男性がいる。
六郎の行動次第では性的関係を持つこともできるが、その場合にはバッドエンドが確定する。
河原崎 京子（かわらざき きょうこ）
河原崎家当主の河原崎 泰三（かわらざき たいぞう）の夫人で26歳。
厳格かつ威圧的な筋金入りの奥様だが、実際には子供たちとの血縁関係すら持っていない。見た目に反してマゾっ気が非常に強い。
その正体は、終盤で明かされる。

#### その他
河原崎 俊介（かわらざき しゅんすけ）
河原崎家の長男にして末っ子の14歳。
見た目の印象に違わず、根暗かつ陰険で無口な性格。
亜栗栖が大のお気に入りで、事あるごとに性的ないたずらを仕掛けて性玩具にしている。六郎が亜栗栖と肉体関係になると、刈り込み鋏を持ち歩いて殺そうと付け狙う俊介に殺されるデッドエンドがほぼ確定する（運次第で殺されない場合もある）。
南原 正明（なんばら まさあき）
河原崎家のお抱え運転手で33歳。
人を食ったような捻くれ者で、どこか意味深な言動を取る。実は京子とともに河原崎家の実権を握る影の実力者。
容姿のモデルは、俳優の柄本明。後の『遺作』に登場する・伊頭 遺作（いず いさく）は、南原の容姿をマイナーチェンジしたもの。「くっくっくっ」「相棒」「よぉ兄弟」など、口調も南原から受け継がれている。
謎の老人
河原崎家の郊外に建つ、武家屋敷風の屋敷に住んでいる老人。
屋敷共々不気味な雰囲気を漂わせており、伝える所では年齢130歳。
河原崎京子と共にその正体は終盤で明かされる。

## 用語
河原崎家
由緒正しき家系を持つ名家。巨大な洋館と広大な敷地を持つ。昔から薬物を使用した性行為を複数人同時に行っているとされている。実は作中の登場人物には本物の河原崎家の一族は存在せず血縁関係もない。河原崎家を演じている者に欠員が出た場合、外部から人間を呼び寄せた末に勧誘と調教を行い、一族の人間を入れ替え続けている。元々の河原崎家の人間は絶えてしまったらしく、今では外部から呼び寄せられた者たちが河原崎家となってしまっている。

## アダルトアニメ
『河原崎家の一族 THE ANIMATION』（かわらざきけのいちぞく ジ・アニメーション）のタイトルで、ピンクパイナップルより1996年11月29日に前篇が、1997年4月25日に後篇が発売された。全2巻。各巻30分。
物語は導入部こそアダルトゲーム版に近いものの、ヒロインたちのキャラクターデザインはそれよりも幼めな（またはやや華奢な）容姿に設定されている。 
麗の17歳や俊介の14歳という年齢も含め、アダルトゲーム版の設定をそのまま持ち込むと当時の日本ビデオ倫理協会の規定に触れてしまうため、俊介には全く別の正体を設定するなど、物語のクライマックスには苦肉の策とも受け取れるアレンジが施されている。しかし、プロデューサーを担当したアームスの越中おさむ曰く、「それでも倫理面での評価は芳しくなかった」模様。
後発の作品が次々とDVD化されていく中で長らく幻のタイトルとされていたが、2004年には『ピンクパイナップルアニメカタログ2004』の封入特典として前篇のみがDVD化された。その後、2009年3月27日に前篇と後篇のDVDが発売されたことで、ようやく後篇のDVD化も実現した。しかし、ピンクパイナップルによる公式ネット配信については他の作品と異なり、2014年現在でも実現していない。
スタッフ
- 監督・脚本・絵コンテ・音響監督 - 闇黒堂蠧魚
- 演出 - 小唐子悶次郎
- キャラクターデザイン - 山葉啼惰奮
- 作画監督 - 岩井優器
- 作画監督補 - 朧月夜、高橋勇治
- デザインワークス - 小林直樹
- 美術監督 - 恵ひでき
- 色彩設定 - 宮川はれみ
- 撮影監督 - 阪本生長
- 音楽 - アン・フー
- 音響プロデューサー - 飯塚康一
- 音響効果 - 糸川幸良
- 総合プロデューサー - 乱交太郎
- プロデューサー - 田中権三、越中おさむ
- スーパーバイザー - Dr.POCHI
- アニメーション制作 - アームス、Triple X

## オリジナルビデオ
ピンクパイナップルより1996年6月7日に発売された。全1巻。75分。
ピンクパイナップルが実写にも新たな購買層を開拓すべく制作した、エロス系オリジナルビデオ作品の一つ。斉藤六郎に課せられるアルバイトの内容が、住み込み使用人ではなく河原崎家の女性たちのセックス相手であるなど、性的にも猟奇的にもアレンジが施されている。監督はピンク映画において、「ピンク四天王」の一人として知られるサトウトシキ、脚本はサトウ作品に脚本を多く提供している小林政広。
2018年現在はDMM.R18によるネット配信が行なわれている。
スタッフ
- 監督 - サトウトシキ
- 脚本 - 小林政広
- 撮影 - 小西泰正
- 音楽 - 山田功
- プロデューサー - 松島富士雄
- 製作 - 佐藤秀和

キャスト
- 斉藤六郎 - 松永博史
  - 井上知子、佐野和宏、岸加奈子、赤坂みる、百々地葉子、吉岡ちひろ、他

## ノベライズ
ワニブックスより1995年7月10日に発売された。全1巻。ISBN 4-8470-3154-7
設定はアダルトゲーム版に準じており、ヒロインたちのセックスシーンも盛り込まれているが、物語の最後で助かる人数が増えており、黒幕も異なる。
スタッフ
- 著者 - 館野一美
- カバー絵、口絵 - 横田守
- 挿絵 - ユナイト双児

## 関連書籍
シルキーズ原画集 Vol.1 -河原崎家の一族&野々村病院の人々-
辰巳出版より発行。上記2作品のカラー原画や攻略チャートを掲載している。ISBN 4-8864-1191-6
野々村病院の人々&河原崎家の一族 パーフェクトコレクション
ケイエスエスより発行。上記2作品のOVA版の原画や解説を掲載している。ISBN 4-8770-9161-0